# Bruce Robinson
Bruce Robinson (Broadstairs, 2 maggio 1946) è un regista, sceneggiatore, attore e scrittore britannico.

## Biografia
Nato a Broadstairs, nel Kent, da padre lituano di origine ebraica e da madre inglese, non conobbe mai il proprio padre e, di conseguenza, viene cresciuto dalla sola madre, Mabel Robinson. Studia recitazione presso la Central School of Speech and Drama di Londra ed esordisce come attore nel 1968, interpretando il personaggio di Benvolio nel film Romeo e Giulietta di Franco Zeffirelli, passando poi a interpretare nel 1975 il tenente Pinson nel film drammatico Adele H. - Una storia d'amore. Accantonata poi la carriera di attore, inizia ad occuparsi della stesura di sceneggiature, ottenendo una commissione da David Puttnam per la sceneggiatura di Urla del silenzio (1984). Per quel lavoro ottiene una candidatura al Premio Oscar e vince il premio BAFTA. In seguito scrive e, per la prima volta, dirige Shakespeare a colazione (1986), un film autobiografico che nel corso degli anni ha raggiunto lo status di cult movie tra gli appassionati.

## Filmografia

### Regista e sceneggiatore
- Shakespeare a colazione (Withnail and I) (1986)
- Come fare carriera nella pubblicità (How to Get Ahead in Advertising) (1989)
- Gli occhi del delitto (Jennifer 8) (1992)
- The Rum Diary - Cronache di una passione (The Rum Diary) (2011)

### Sceneggiatore
- Urla del silenzio (The Killing Fields), regia di Roland Joffé (1984)
- L'ombra di mille soli (Fat Man and Little Boy-Shadow Makers),  regia di Roland Joffé (1989)
- Il tempo di decidere (Return To Paradise), regia di Joseph Ruben (1998)
- In Dreams, regia di Neil Jordan (1999)

### Attore

Bruce Robinson in Kleinhoff Hotel (1977)

- Romeo e Giulietta, regia di Franco Zeffirelli (1968)
- The Other People, regia di David Hart (1968)
- L'altra faccia dell'amore (The Music Lovers), regia di Ken Russell (1970)
- Tam-Lin, regia di Roddy McDowall (1970)
- Private Road, regia di Barney Platts-Mills (1971)
- Gli invincibili (The Protectors) – serie TV, episodio 2x11 (1973)
- Los viajes escolares, regia di Jaime Chávarri (1974)
- Adele H. - Una storia d'amore (L'histoire d'Adèle H.), regia di François Truffaut (1975)
- Kleinhoff Hotel, regia di Carlo Lizzani (1977)
- The Brute, regia di Gerry O'Hara (1977)
- Harry's War, regia di Kieth Merrill (1981)
- Still Crazy, regia di Brian Gibson (1998)

## Doppiatori italiani
- Massimo Turci in Romeo e Giulietta
- Gino La Monica in Adele H. - Una storia d'amore
- Sandro Acerbo in Still Crazy